# Chlorid gadolinitý
Chlorid gadolinitý je anorganická sloučenina s chemickým vzorcem GdCl3.

## Příprava
Chlorid gadolinitý je možné připravit reakcí gadolinia s chlorovodíkem při teplotě 600 °C:
2 Gd + 6 HCl → 2 GdCl3 + 3 H2
Je možné jej také získat syntézou a následným tepelným rozkladem při 300 °C komplexu pentachloridogadolinitanu amonného:
10 NH4Cl + 2 Gd → 2 (NH4)2[GdCl5] + 6 NH3 + 3 H2
2 (NH4)2[GdCl5] → 2 GdCl3 + 4 NH4Cl

## Vlastnosti
Chlorid gadolinitý je bílá hygroskopická ve vodě rozpustná sloučenina, která krystalizuje z vody ve formě hexahydrátu. Hexahydrát krystalizuje v jednoklonné soustavě s prostorovou grupou P2/n (číslo 13) a 2 vzorcovými jednotkami na elementární buňku. Bezvodá sloučenina krystalizuje v hexagonální soustavě s prostorovou grupou P63/m (číslo 176).